# Ariekanerpeton
Ariekanerpeton — викопний рід сеймуріаморфів з нижньої пермі. Скам'янілості були знайдені в Таджикистані — вид представляють понад 900 особин різних стадій онтогенного розвитку. Однак вважається, що жоден із цих зразків не є повністю статевозрілою твариною, оскільки їхні кістки не повністю окостеніли, а нервові дуги попарні та відокремлені від плевроцентру.
Вважається, що Ariekanerpeton був ближчим до Discosauriscus і Seymouria, ніж до Utegenia через відсутність гастралій або заочно-надскроневого контакту. Однак він не є членом родини Discosauriscidae або Seymouriidae. На постметаморфічних зразках немає шкірних лусок, як на Discosauriscus. Бічні лінії присутні в черепах личинкових особин, але втрачаються незабаром після метаморфозу. На відміну від Utegenia та Discosauriscus, Ariekanerpeton, як вважають, жив у відносно посушливих середовищах.